# Neosybra mizoguchii
Neosybra mizoguchii är en skalbaggsart som först beskrevs av Hayashi 1956.  Neosybra mizoguchii ingår i släktet Neosybra och familjen långhorningar. Inga underarter finns listade i Catalogue of Life.